# Lewis Mumford
Lewis Mumford (19. října 1895 – 26. ledna 1990) byl americký historik, sociolog, filozof a literární kritik.
Byl ovlivněn pracemi Patricka Geddese o moderním městě, sám proslul nejvíce také sociologií velkoměsta, k nejslavnějším patří kniha The City in History z roku 1961, za niž získal National Book Award v kategorii literatury faktu. Definoval zde ideál tzv. organického města. Silně kritizoval rozvoj některých amerických měst, zejména vznik tzv. sídelních kaší, a chyby v urbanistickém rozvoji označil za příčinu řady sociálních problémů. Kritizoval též dehumanizační účinky moderních technologií.